# Bahnstrecke Ebersbach–Löbau
| Ausschnitt der Streckenkarte Sachsen von 1902 |                                                                     |                                        |                                        |
| Streckennummer: | 6587; sä. EL                                                        |                                        |                                        |
| Kursbuchstrecke (DB): | 231                                                                 |                                        |                                        |
| Kursbuchstrecke: | 135h (1934) 135g (Großschweidnitz – Löbau (Sachs) 1934) 161a (1946) |                                        |                                        |
| Streckenlänge: | 15,867 km                                                           |                                        |                                        |
| Spurweite: | 1435 mm (Normalspur)                                                |                                        |                                        |
| Maximale Neigung: | 15 ‰                                                                |                                        |                                        |
| Minimaler Radius: | 180 m                                                               |                                        |                                        |
| Streckengeschwindigkeit: | 50 km/h                                                             |                                        |                                        |
| |                                                                     |                                        |                                        |
| \| \| \| von Bakov nad Jizerou (vorm. BNB) \| \| \| \| \| Staatsgrenze Tschechien–Deutschland \| \| \| \| \| von Oberoderwitz \| \| \| \| −0,283 \| Ebersbach (Sachs) \| 361 m \| \| \| \| nach Wilthen \| \| \| \| 0,450 \| Infrastrukturgrenze DB Netz / DRE \| Infrastrukturgrenze DB Netz / DRE \| \| \| 0,549 \| Viadukt Ebersbach (151 m) \| Viadukt Ebersbach (151 m) \| \| \| 0,743 \| Anst LAUTEX \| Anst LAUTEX \| \| \| 1,250 \| Streckenverladestelle Pro Stein \| Streckenverladestelle Pro Stein \| \| \| 1,259 \| Anst Natursteine Löbau \| Anst Natursteine Löbau \| \| \| \| Schmalspurbahn von Taubenheim (Spree) \| \| \| \| 5,916 \| Dürrhennersdorf (ehem. Bf) \| 349 m \| \| \| 6,412 \| Brücke Dürrhennersdorf (47 m) \| Brücke Dürrhennersdorf (47 m) \| \| \| \| von Zittau \| \| \| \| 8,840 \| Abzw Niedercunnersdorf W15 (seit 1945) \| Abzw Niedercunnersdorf W15 (seit 1945) \| \| \| \| nach Löbau (Sachs) \| \| \| \| 8,883 \| Viadukt Höllengrund (115 m) \| Viadukt Höllengrund (115 m) \| \| \| 10,036 \| Großschweidnitz \| 310 m \| \| \| \| von Zittau \| \| \| \| \| von Großpostwitz \| \| \| \| \| von Dresden-Neustadt \| \| \| \| 14,584 \| Löbau (Sachs) \| 264 m \| \| \| \| nach Görlitz \| \| \| \| \| \| \| \| ehemals parallele Streckenführung zur ZL-Linie \| \| \| \| |                                                                     |                                        |                                        |
| Strecke |                                                                     | von Bakov nad Jizerou (vorm. BNB)      | von Bakov nad Jizerou (vorm. BNB)      |
| Grenze |                                                                     | Staatsgrenze Tschechien–Deutschland    | Staatsgrenze Tschechien–Deutschland    |
| Abzweig geradeaus und von rechts |                                                                     | von Oberoderwitz                       | von Oberoderwitz                       |
| Bahnhof | −0,283                                                              | Ebersbach (Sachs)                      | 361 m                                  |
| Abzweig geradeaus und nach links |                                                                     | nach Wilthen                           | nach Wilthen                           |
| Wechsel des Eisenbahninfrastrukturunternehmens | 0,450                                                               | Infrastrukturgrenze DB Netz / DRE      | Infrastrukturgrenze DB Netz / DRE      |
| Brücke | 0,549                                                               | Viadukt Ebersbach (151 m)              | Viadukt Ebersbach (151 m)              |
| Abzweig geradeaus und ehemals nach links | 0,743                                                               | Anst LAUTEX                            | Anst LAUTEX                            |
| Blockstelle | 1,250                                                               | Streckenverladestelle Pro Stein        | Streckenverladestelle Pro Stein        |
| Abzweig geradeaus und ehemals nach rechts | 1,259                                                               | Anst Natursteine Löbau                 | Anst Natursteine Löbau                 |
| Abzweig geradeaus und ehemals von links |                                                                     | Schmalspurbahn von Taubenheim (Spree)  | Schmalspurbahn von Taubenheim (Spree)  |
| Haltepunkt / Haltestelle | 5,916                                                               | Dürrhennersdorf (ehem. Bf)             | 349 m                                  |
| Brücke | 6,412                                                               | Brücke Dürrhennersdorf (47 m)          | Brücke Dürrhennersdorf (47 m)          |
| Abzweig geradeaus und von rechts |                                                                     | von Zittau                             | von Zittau                             |
| Blockstelle | 8,840                                                               | Abzw Niedercunnersdorf W15 (seit 1945) | Abzw Niedercunnersdorf W15 (seit 1945) |
| Abzweig ehemals geradeaus und nach rechts |                                                                     | nach Löbau (Sachs)                     | nach Löbau (Sachs)                     |
| Brücke (Strecke außer Betrieb) | 8,883                                                               | Viadukt Höllengrund (115 m)            | Viadukt Höllengrund (115 m)            |
| Haltepunkt / Haltestelle (Strecke außer Betrieb) | 10,036                                                              | Großschweidnitz                        | 310 m                                  |
| Abzweig ehemals geradeaus und von rechts |                                                                     | von Zittau                             | von Zittau                             |
| Abzweig geradeaus und ehemals von links |                                                                     | von Großpostwitz                       | von Großpostwitz                       |
| Abzweig geradeaus und von links |                                                                     | von Dresden-Neustadt                   | von Dresden-Neustadt                   |
| Bahnhof | 14,584                                                              | Löbau (Sachs)                          | 264 m                                  |
| Strecke |                                                                     | nach Görlitz                           | nach Görlitz                           |
| |                                                                     |                                        |                                        |
| ehemals parallele Streckenführung zur ZL-Linie |                                                                     |                                        |                                        |

Die Bahnstrecke Ebersbach–Löbau ist eine Nebenbahn in Sachsen, die ursprünglich als Teil einer Süd-Nord-Hauptverbindung von Böhmen nach Sachsen konzipiert wurde. Sie verläuft von Ebersbach/Sa. durch die östliche Oberlausitz nach Löbau, wo sie in die Bahnstrecke Görlitz–Dresden einmündet.

## Geschichte
Die Strecke wurde zeitgleich mit der Strecke der Böhmischen Nordbahn (BNB) von Bakov am 1. November 1873 eröffnet und erschloss Ebersbach noch vor der Inbetriebnahme der Bahnstrecke Oberoderwitz–Wilthen.
Ursprünglich als Hauptbahn für den Verkehr nach Böhmen gebaut, wurde die Strecke 1923 aufgrund des geringen grenzüberschreitenden Verkehrs zur Nebenbahn abgestuft.
Ab 1927 bezogen die Vereinigten Aluminium-Werke Berlin für ihr Tonerde- und Aluminiumwerk Schwarzkollm jährlich 100.000 Tonnen Bauxit aus Ungarn. Jeweils von April bis Oktober verkehrten nun täglich 1200-Tonnen-Ganzzüge über Ebersbach, Löbau und Bautzen nach Lauta. Diese Verkehre endeten erst im Jahr 1990 mit der Stilllegung des Werkes.
Am Ende des Zweiten Weltkrieges sprengte die Wehrmacht bei ihrem Rückzug am 8. Mai 1945 mit Ausnahme des Viaduktes in Ebersbach noch alle größeren Brücken der Strecke. Nach provisorischer Beseitigung der größten Schäden konnte der Verkehr am 4. August 1945 mit zunächst drei Zugpaaren wieder aufgenommen werden. Zwischen Niedercunnersdorf und Löbau wurde das Gleis der EL-Linie als Reparationsleistung für die Sowjetunion abgebaut. Seitdem mündet die Strecke an der heutigen Abzweigstelle Niedercunnersdorf (früher: Höllengrund) in die Bahnstrecke Zittau–Löbau ein.
Als provisorischer Ersatz für den vollständig zerstörten Viadukt Dürrhennersdorf entstand zunächst eine 600 Meter lange Umfahrungsstrecke durch die Geländeeinsenkung. Schwere Güterzüge blieben später wegen der großen Neigung von 40 Promille immer wieder in der Senke stecken. Die ab 1952 wieder verkehrenden Bauxitzüge aus Ungarn wurden deshalb bis zum vereinfachten Wiederaufbau der Brücke im Jahr 1957 über Wilthen geleitet.
Die Deutsche Bahn stellte den Güterverkehr am 31. Dezember 1994 ein. Der regelmäßige Personenverkehr endete am 14. Dezember 2002. Die Strecke wird jedoch betriebsfähig vorgehalten und gelegentlich für Güterzüge, Sonderzüge und für Umleitungen genutzt. Meist verkehrt mittwochs ein Güterzug der SOEG mit Betriebsstoffen für den Bahnhof Zittau über diese Strecke.
2007 wurde die Strecke von der Deutschen Regionaleisenbahn (DRE) gepachtet. Von der DRE wird die Strecke seitdem als Lausitzer Bergland-Bahn vermarktet.
Im Sommer 2009 wurde der Zugleitbetrieb eingeführt. Es ist damit kein Fahrdienstleiter mehr in Niedercunnersdorf nötig, der Verkehr wird von der zentralen Zugleitstelle Pretzsch der DRE gesteuert. Das Signal am Abzweig Niedercunnersdorf wird mit Befehl passiert.
Anlässlich des Tages der Sachsen 2017 in Löbau gab es vom 1. bis 3. September 2017 wieder regulären Personenverkehr zwischen Löbau und Ebersbach. Neben einer historischen Zuggarnitur der Ostsächsischen Eisenbahnfreunde (OSEF) verkehrten auch Triebwagen der Länderbahn Trilex.
Am 17. August 2021 gab Sachsens Verkehrsminister Martin Dulig bekannt, dass die Verbindung Ebersbach–Löbau eine von fünf Strecken in Sachsen ist, die das Ministerium für Wirtschaft, Arbeit und Verkehr „intensiv und detailliert auf eine Aktivierungsmöglichkeit“ für den Schienenpersonennahverkehr untersuchen wolle. Prognostiziert werden täglich 500 bis 700 Fahrgäste, wenn die bestehende Linie U28 Děčín–Bad Schandau–Rumburk über Ebersbach nach Löbau durchgebunden würde.
Wegen einer Streckensperrung bei Wilthen verkehren vom 8. Juli bis 10. September 2023 umgeleitete Regionalexpress-Züge der Linie RE2 von Dresden über Zittau nach Liberec über die Strecke. Damit besteht erstmals seit 2002 wieder ein regelmäßiges Angebot im SPNV zwischen Ebersbach und Löbau. Der Streckenbetreiber DRE ließ während einer Streckensperrung zwischen 26. Juni und 7. Juli 2023 die Gleise instand setzen sowie den Bewuchs freischneiden, sodass die Streckengeschwindigkeit von 50 km/h wieder durchgehend gefahren werden kann. Auch im Regelbetrieb werden die „Halt“ zeigenden Blocksignale am Abzw Höllengrund nach einem kurzen Betriebshalt mit Befehl passiert. Zudem ist für die Fahrt auf der DRE-Strecke zusätzlich zum regulären Triebfahrzeugpersonal ein Lotse notwendig.

## Streckenbeschreibung

### Verlauf
Die Strecke führt zunächst von Ebersbach leicht ansteigend in nördliche Richtung. Nach wenigen Kilometern wird in einem Einschnitt die Wasserscheide zwischen Spree und Großschweidnitzer Wasser überquert. Am Großschweidnitzer Wasser führt die Strecke nun wieder talwärts. Am Viadukt über den Höllengrund mündet von links die Bahnstrecke Zittau–Löbau ein.

### Betriebsstellen
Ebersbach (Sachs)

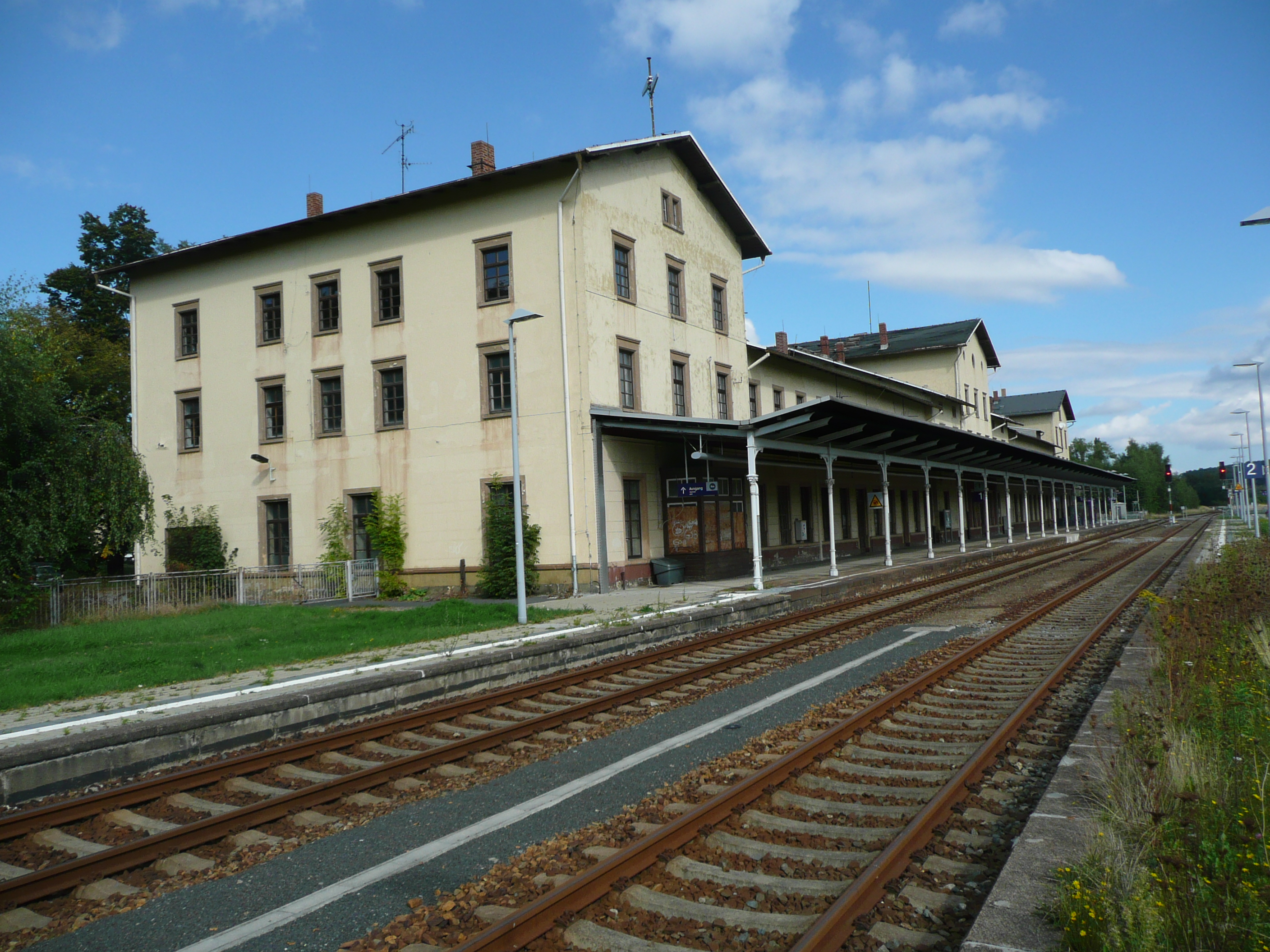
Bahnhof Ebersbach (2015)

Der Bahnhof liegt an der Strecke Bischofswerda–Zittau. Im südlichen Bahnhofsende beginnt die Bahnstrecke nach Bakov nad Jizerou. Mit der Errichtung des Elektronischen Stellwerkes (ESTW) 2008/2009 wurde der Gleisplan stark vereinfacht und im Sommer 2009 wurden die Stellwerke des Bahnhofes abgerissen.
Anschluss Wünsches Erben / LAUTEX
Dieser stillgelegte Anschluss befand sich bei Kilometer 0,743. Das Anschlussgleis zu dem ehemaligen Textilunternehmen wurde abgebaut, die Anschlussweiche liegt aber noch.
Anschluss Ostdeutsche Hartsteinwerke / VEB Natursteine Löbau / Pro Stein
Bis 1967 bestand bei Kilometer 1,259 ein Anschluss für den Ebersbacher Steinbruch in der Klunst. 2008 wurde am gleichen Ort eine neue Streckenverladeanlage errichtet. Es verkehren mehrere Ganzzüge pro Woche, betriebsführendes Eisenbahnverkehrsunternehmen ist die ITL Eisenbahngesellschaft.
Dürrhennersdorf

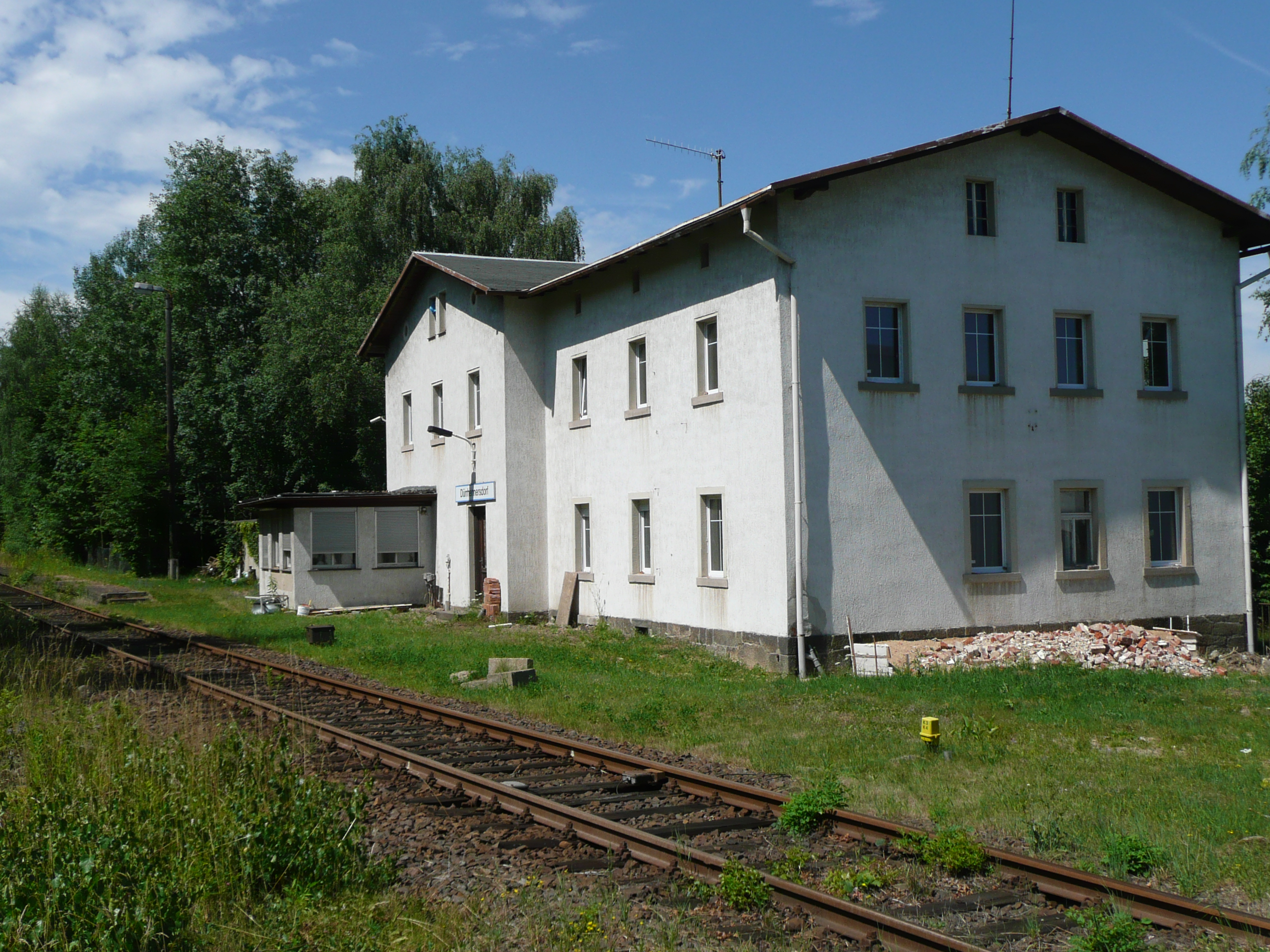
Bahnhof Dürrhennersdorf (2015)

Hier begann bis 1945 die Schmalspurbahn nach Taubenheim (Spree). Nach dem Abbau des Kreuzungsgleises war diese Betriebsstelle ein unbesetzter Haltepunkt. Seit dem 14. Dezember 2002 hält kein Zug mehr.
Abzweig Niedercunnersdorf W15
Der Abzweig wird auch Abzweig Höllengrund genannt. Er wurde erst 1945 eingerichtet, nach Demontage eines der zwei Gleise nach Löbau. Zu DR-Zeiten wurde auf der gegenüberliegenden Viaduktseite ein neues Stellwerk errichtet. Heutzutage wird der Abzweig vom Bahnhof Niedercunnersdorf ferngesteuert.
Großschweidnitz
Die Betriebsstelle hat heute nur noch gelegentlich bei Sonderfahrten Bedeutung. Bis 1945 hatte Großschweidnitz zwei Bahnsteige, je einen am Gleis nach Zittau und Ebersbach. Heute ist nur noch der frühere Zittauer Bahnsteig vorhanden. Zeitweise gab es am Zittauer Gleis ein Zweiggleis für die Landesanstalt mit Ladestraße und Güterschuppen.
Löbau (Sachs)
Der Bahnhof Löbau liegt an der Bahnstrecke Dresden–Görlitz. Neben der Strecke nach Ebersbach begannen hier auch die Strecken nach Radibor, über Cunewalde nach Bautzen und nach Herrnhut–Zittau. Ausgangspunkt der Nebenstrecken war der Kopfbahnhof im südlichen Bahnhofsteil. Nach Stilllegung dieser Strecken im Personenverkehr wurde der Bahnhofsteil nutzlos und letztendlich Ende 2008 abgerissen.

### Kunstbauten

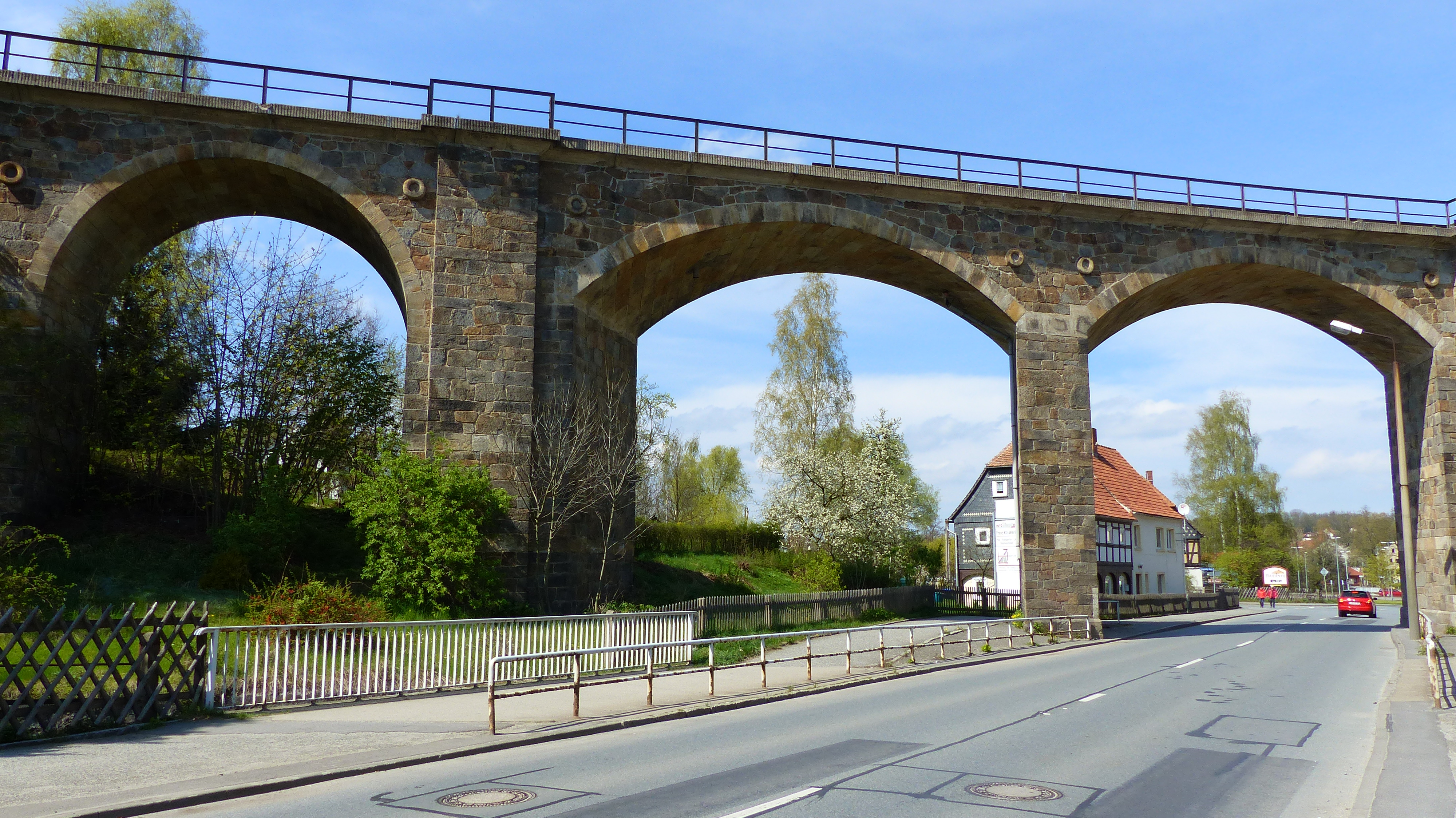
Viadukt Ebersbach (2014)

Über das Spreetal in Ebersbach und zur Überquerung einer Senke in Dürrhennersdorf mussten zwei größere Brücken erstellt werden. Sie entsprechen in ihrer Bauart mit Bruchsteinmauerwerk aus Granitsteinen den anderen großen Eisenbahnbrücken der Oberlausitz. Ein etwaiger späterer zweigleisiger Ausbau der Strecke wurde berücksichtigt.